# Kermit Weeks
Pour les articles homonymes, voir Weeks.
Kermit Weeks (né le 14 juillet 1953 à Salt Lake City) est un passionné d'aviation, un pilote et un collectionneur d'avions américain. Il a participé à des compétitions de voltige aérienne dans l'équipe de son pays, conçu des avions depuis son plus jeune âge.
Il promeut l'aviation et la restauration d'avions anciens. Redevances pétrolières et gazières issues des travaux de son grand-père lui fournissent les fonds nécessaires pour poursuivre la préservation d'avions historiques. Il détient l'une des plus importantes collections d'avions anciens au monde qu'il a exposé dans son musée en Floride (Fantasy of Flight) jusqu'en 2014.

## Vie et carrière

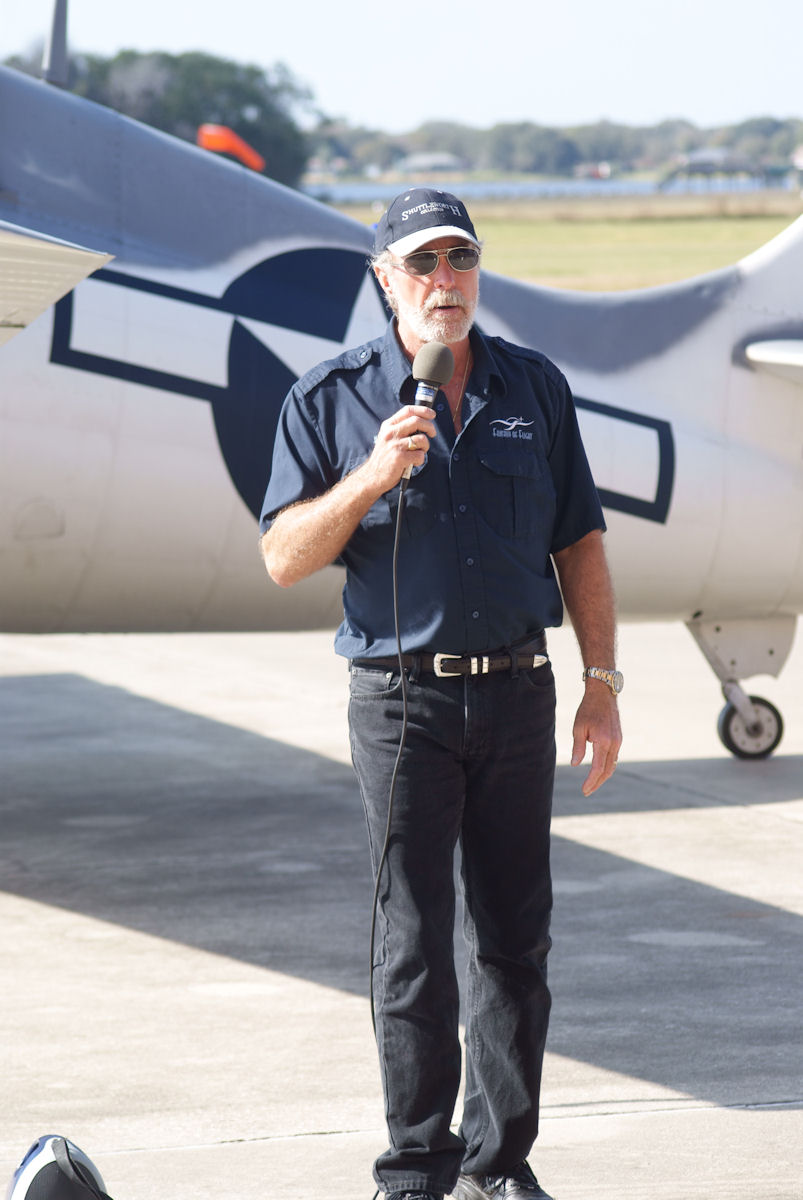
Kermit Weeks âgé de 60 ans en 2013

### Vie privée et débuts
La famille de Kermit Weeks déménage à Miami, en Floride, lorsqu'il a 14 ans. Il commence à piloter des modèles réduits d'avions et intègre l'équipe de gymnastique du lycée. À 17 ans, n'ayant qu'une expérience de l'aéromodélisme, il construit son propre Der Jager D-IX (un biplan propulsé par un moteur Lycoming O-320 à quatre cylindres). Pendant sa dernière année de lycée, il passe presque tout son temps libre à construire son avion ; il le termine en quatre ans environ puis le fait voler à l'âge de 21 ans.
Kermit Weeks apprend à voler. Il achète un Pitts S-2A afin de participer à des compétitions de voltige aérienne. En 1973, il participe à des compétitions de voltige  tout en poursuivant un diplôme d'ingénieur aéronautique au Miami-Dade Junior College, à l'Université de Floride et à l'Université Purdue.
En 1977, Kermit Weeks construit le Weeks Special, un avion de voltige de sa propre conception. Il rejoint l'équipe de voltige des États-Unis. En 1978, il est classé deuxième parmi 61 concurrents du monde entier, remportant trois médailles d'argent et une médaille de bronze aux championnats du monde de voltige de la FAI organisés en Tchécoslovaquie. En l'espace d'une douzaine d'années, il se classe cinq fois parmi les trois premiers mondiaux et remporte un total de 20 médailles lors des championnats mondiaux de voltige. Il remporte deux fois le United States National Aerobatics Championship et plusieurs Invitational Masters Championships lors de compétitions mondiales.
À la fin des années 1970, Kermit Weeks commence à acquérir, restaurer et préserver des avions (voir infra). Il constitue ainsi au fil des ans l'une des plus vastes collections privées d'avions anciens.
Le 26 mai 2000, Kermit Weeks épouse Teresa Blazina à Sedona, en Arizona.
En 2008, il entame une carrière d'écrivain pour enfants et publie All of Life Is a School - dont les personnages sont inspirés d'avions réels de sa collection. En 2009, il remporte un prix pour ce livre. Il publie ensuite The Spirit of Lindy en septembre 2012.
En 2012, il reçoit le prix Lloyd P. Nolen pour l'ensemble de sa carrière dans l'aviation, décerné par le Wings Over Houston Airshow. En 2010, il reçoit le Freedom of Flight Award de Bob Hoover. En 2008, Kermit Weeks est intronisé au Florida Aviation Hall of Fame et, en 2006, il est nommé légende vivante de l'aviation.

### Héritage

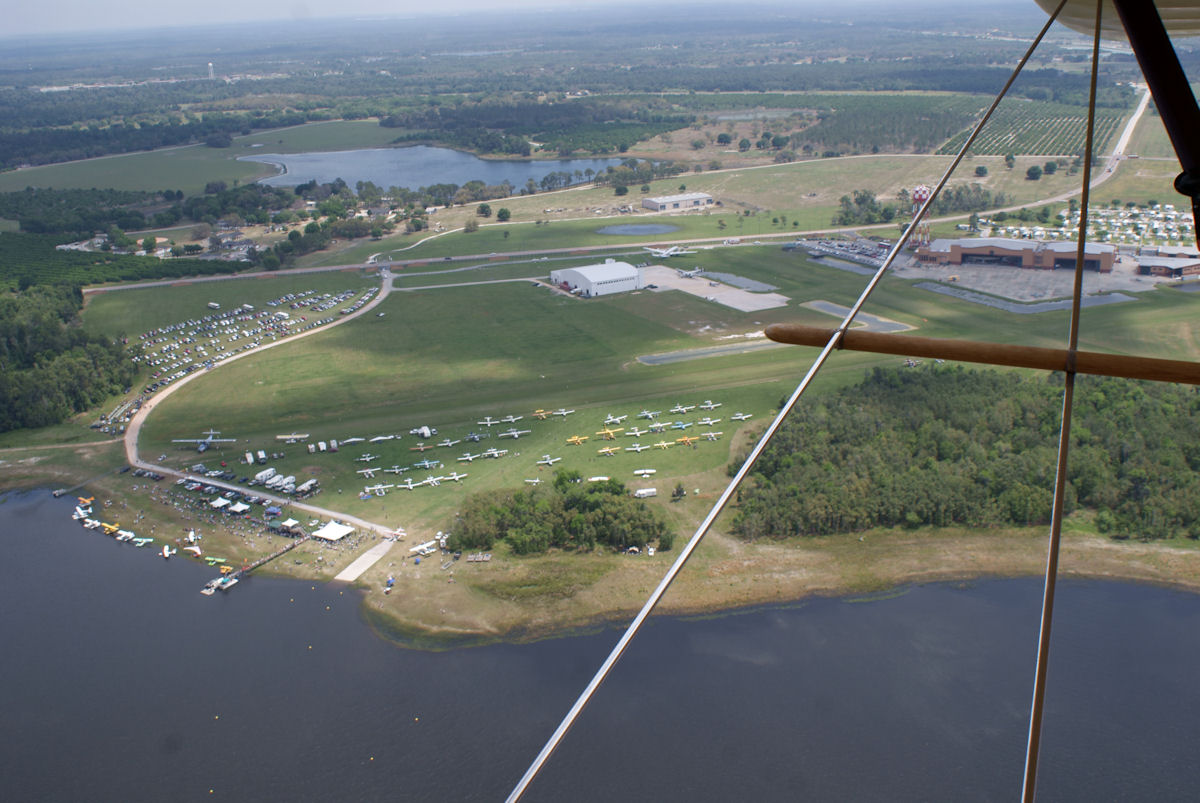
Vue aérienne du site Fantasy of Flight

En 1985, Kermit Weeks avait accumulé suffisamment d'avions anciens pour créer le Weeks Air Museum à Miami. Cet établissement à but non lucratif abritait une grande partie de sa collection privée d'avions historiques. Il a été détruit lors d'un ouragan en 1992.
En 1995, alors qu'il a entretemps acquis un site de 100 hectares entre Orlando et Tampa à 30 km au sud-ouest de Walt Disney World, il ouvre une attraction sur le thème de l'aviation appelée Fantasy of Flight. La plupart des avions sont fonctionnels et peuvent être pilotés. Il a déclaré que chaque avion de sa collection a été piloté par lui, continue d'être piloté actuellement ou sera piloté dans le futur.
Depuis 2014, il travaille sur ce qu'il appelle son "acte III". Il a fermé son musée, non rentable, et cherche à promouvoir, au travers de l'aviation et de sa collection, le dépassement de soi et la poursuite de ses rêves en touchant un public plus vaste que les seuls passionnés d'avions anciens.